# Марија Арбатова
Марија Арбатова (рођена 17. јула 1957. године) је руски романописац, писац кратке приче, драмски писац, пјесник, новинар, политичар и једна од најпознатијих руских феминисткиња деведесетих. Када је одрастала, већ је почела да показује јаке контроверзне идеологије. Студирала је на Филозофском факултету на Државном универзитету у Москви, на одсјеку драмских умјетности књижевног института Горки и прошла кроз обуку о психоанализи. Морала је да напусти државни универзитет у Москви због идеолошких сукоба. Са деветнаест година постала је мајка близанаца, што је компликовало њене образовне процесе. 

## Младост
Марија Арбатова рођена је 1957. године у Мурому. Њени родитељи су јој дали потпуну слободу. Студирала је на Школи младих новинара на Московском државном универзитету, а касније прешла на Филозофски универзитет. Арбатова се сматра једном од првих руских феминисткиња. По њеном мишљењу, феминисткиња не значи да мрзимо супротни пол.

## Каријера
Аутор је четрнаест представа изведених у Русији и у иностранству, двадесет књига и бројних чланака у новинама и периодичним публикацијама. Почевши од 1991. године, заједно са њеним књижевним и медијским активностима, предводила је активности Хармони-а , феминистичког клуба за психолошку рехабилитацију жена. Активности Марије Арбатове, кроз своје књиге, њене бројне наступе и изјаве у штампи и њеном социјалном раду, довеле су је на прво место на тему дискриминације према руским женама.
Увек је одбацивала донације за своје активности, одбацивши новчане добити за свој "мисионарски" посао. 